# Урускискен
Урускискен (Уру́с-Киске́н) — река в России, протекает по Оренбургской области. Устье реки находится в 73 км по левому берегу реки Суундук. Длина реки составляет 50 км. На левом берегу реки расположено село Елизаветинка, также на реке стоят посёлки Мещеряковский и Энбекши.

## Название
Согласно С. М. Стрельникову топоним, возможно, переводится как «русский переходил вброд» (казахское орыс — «русский», кешкен — причастие от глагола кешу — «перейти реку вброд»). Существуют и другие версии, в частности, имеют место этимологии, связанные со словом «резать»: либо место насильственного обрезания русского населения, либо место, в котором русские поселенцы вырезали местное население.

## Данные водного реестра
По данным государственного водного реестра России относится к Уральскому бассейновому округу, водохозяйственный участок реки — Урал от Магнитогорского гидроузла до Ириклинского гидроузла. Речной бассейн реки — Урал (российская часть бассейна).
Код объекта в государственном водном реестре — 12010000312112200002585.